# Kadra 8 Batalionu Telegraficznego
Kadra 8 Batalionu Telegraficznego (kadra 8 btlgr) – oddział łączności Wojska Polskiego.

## Historia kadry
Kadra 8 btlgr została utworzona na podstawie rozkazu L. 1000/tjn. Szefostwa Łączności Ministerstwa Spraw Wojskowych o wprowadzeniu w życie nowej organizacji formacji telegraficznych i CWŁączn.. Kadra została podporządkowana dowódcy 1 Grupy Łączności w Warszawie. W marcu 1932 ogłoszono przeniesienia trzech oficerów do Kadry 8 btlgr, a mianowicie: kpt. łącz. Wilhelma Pszonki i por. łącz. Witolda Antoniego Fedaka oraz por. adm. (kanc.) Józefa Skórskiego (z dniem 10 grudnia 1931). Ponadto obsadę oficerską kadry uzupełnił kpt. łącz. Stefan Dobak i por. łącz. Tadeusz Jankowski.
Z dniem 1 grudnia 1934 Dowództwo 1 Grupy Łączności zostało zlikwidowane, a kadra przeszła w bezpośrednie podporządkowanie Dowództwa Wojsk Łączności MSWojsk. 19 kwietnia 1939 zostało odtworzone Dowództwo 1 Grupy Łączności w Warszawie. W skład grupy włączono m.in. Kadrę 8 btlgr.
W 1934 przydział do Kadry 8 btlgr posiadało 31 oficerów rezerwy łączności, w tym 2 kapitanów, 5 poruczników i 24 podporuczników.
Według graficznego Ordre de Bataille oddziałów wojsk łączności na dzień 31 października 1937 komendantowi kadry podlegała komenda kadry (aparat mobilizacyjny) oraz kompania szkolna łączności. Stan etatowy kadry liczył 7 oficerów, 20 podoficerów i 26 szeregowców funkcyjnych oraz zmienną liczbę uczniów kompanii szkolnej. Kadra posiadała 3 konie wierzchowe i 6 koni pociągowych oraz 1 motocykl i 1 samochód ciężarowy.
Kadra była jednostką mobilizującą. Zgodnie z obowiązującym od 15 maja 1939 planem mobilizacyjnym „W” komendant kadry był odpowiedzialny za przygotowanie i przeprowadzenie mobilizacji czterech jednostek łączności:
- kompanii stacyjnej łączności nr 15,
- kompanii telefoniczno-kablowej nr 26,
- kompanii telefoniczno-kablowej nr 27,
- kompanii telefoniczno-budowlanej nr 17.

Wymienione wyżej oddziały miały być mobilizowane w alarmie, w grupie jednostek oznaczonych kolorem żółtym z wyjątkiem kompanii stacyjnej nr 15, która miała być mobilizowana w grupie jednostek oznaczonych kolorem brązowym, podgrupa 5 (II rzut Kwater Głównych armii i SGO z pododdziałami łączności). Stacja Gołębi Pocztowych nr 8, w razie mobilizacji, miała funkcjonować w oparciu o etat pokojowy w składzie 1 gołębnika stałego. Trzeciego dnia mobilizacji nadwyżki kadry miały być gotowe do odjazdu koleją do Ośrodka Zapasowego Telegraficznego „Zegrze”.
Poszczególne jednostki były przeznaczone do:
- obsługi central telegraficzno-telefonicznych na obszarze armii (kompania stacyjna łączności),
- budowy linii telefonicznych kablowych i półstałych „za dywizjami”, czyli na tyłach wielkich jednostek (kompanie telefoniczno-kablowe),
- budowy i naprawy linii telefonicznych stałych oraz do budowy linii półstałych (kompania telefoniczno-budowlana)[15][16].

Dla realizacji wspomnianych zadań kompanie otrzymały organizację wojenną L.3122/mob.org. „jednostki telegraficzne łączności operacyjnej” oraz zestawienie specjalności L.4122/mob.AR i wojenne należności materiałowe L.5122/mob.mat.
Kompania stacyjna łączności posiadała w swoim składzie drużynę gospodarczą i cztery plutony stacyjne. Pierwszy pluton był zmotoryzowany. Posiadał dwie drużyny telegraficzne i dwie drużyny telefoniczne na samochodach oraz trzy motocykle. Pozostałe trzy plutony posiadały trakcję konną. Każdy z tych plutonów posiadał trzy drużyny telefoniczne na wozach.
Kompania telefoniczno-kablowa posiadała dwa patrole telefoniczne konne oraz dwa plutony a. cztery drużyny telefoniczne na wozach, natomiast kompania telefoniczno-budowlana składała się z trzech plutonów.
Organizacja pokojowa kadr baonów telegraficznych nie była zupełnienie dostosowana do zadań mob. Meldowano o tym niejednokrotnie w ciągu 1936, 1937 i 1938 w referatach przedstawianych I wiceministrowi spraw wojskowych oraz do Sztabu Głównego. Mimo to kadry baonów telegraficznych, posiadające przeciętnie 6 oficerów, 20 podoficerów zawodowych i około 20 szeregowych funkcyjnych (szoferzy, taborowi, kucharze), otrzymały do zmobilizowania na podstawie tabel ułożonych przez Oddział I Sztabu Głównego jednostki wojsk łączności dla dowództwa armii, których stan liczebny wynosił około 600 ludzi oraz rezerwowe jednostki wojsk łączności o stanie około 300 ludzi. Zmobilizowanie tych jednostek wymagało przydzielenia ze stanu czynnego minimalnych zawiązków podoficerów i szeregowców o odpowiednich specjalnościach (np. juziści, telefoniści stacyjni itp.) Kadra baonu telegraficznego specjalistów tych nie posiadała wobec tego całe zapotrzebowanie mobilizacji personalnej zostało pokryte wyłącznie rezerwistami, niejednokrotnie starszymi rocznikami, słabo wyszkolonymi. Wydajność zmobilizowanych w ten sposób jednostek była o 40–50% niższa. Opinię taką wydali: płk Jan Kaczmarek, dowódca łączności Armii „Pomorze” i ppłk Władysław II Malinowski, dowódca łączności Armii „Łódź”.
W celu usprawnienia mobilizacji pozadywizyjnych oddziałów wojsk łączności zamierzano przeorganizować baony telegraficzne, kadry baonów telegraficznych oraz pułk radio na formacje typu mieszanego, to jest posiadające w swoim składzie jednostki telegraficzne, telegraficzne i radio. Ten typformacji okazał się najbardziej odpowiedni ze względów mobilizacyjnych oraz dla celów wyszkoleniowych i administracyjnych. Mimo trzyletnich (od 1936) wysiłków i zabiegów dowódcy Wojsk Łączności u władz przełożonych nie zdołano przeprowadzić całościowej reorganizacji
23 sierpnia 1939 została zarządzona mobilizacja wszystkich jednostek „kolorowych” na terenie Okręgu Korpusu Nr VIII. Początek mobilizacji został wyznaczony na godz. 6.00 następnego dnia. Po ukończeniu mobilizacji wszystkie kompanie zostały podporządkowane dowódcy łączności Armii „Pomorze”.

## Żołnierze
Komendanci Kadry

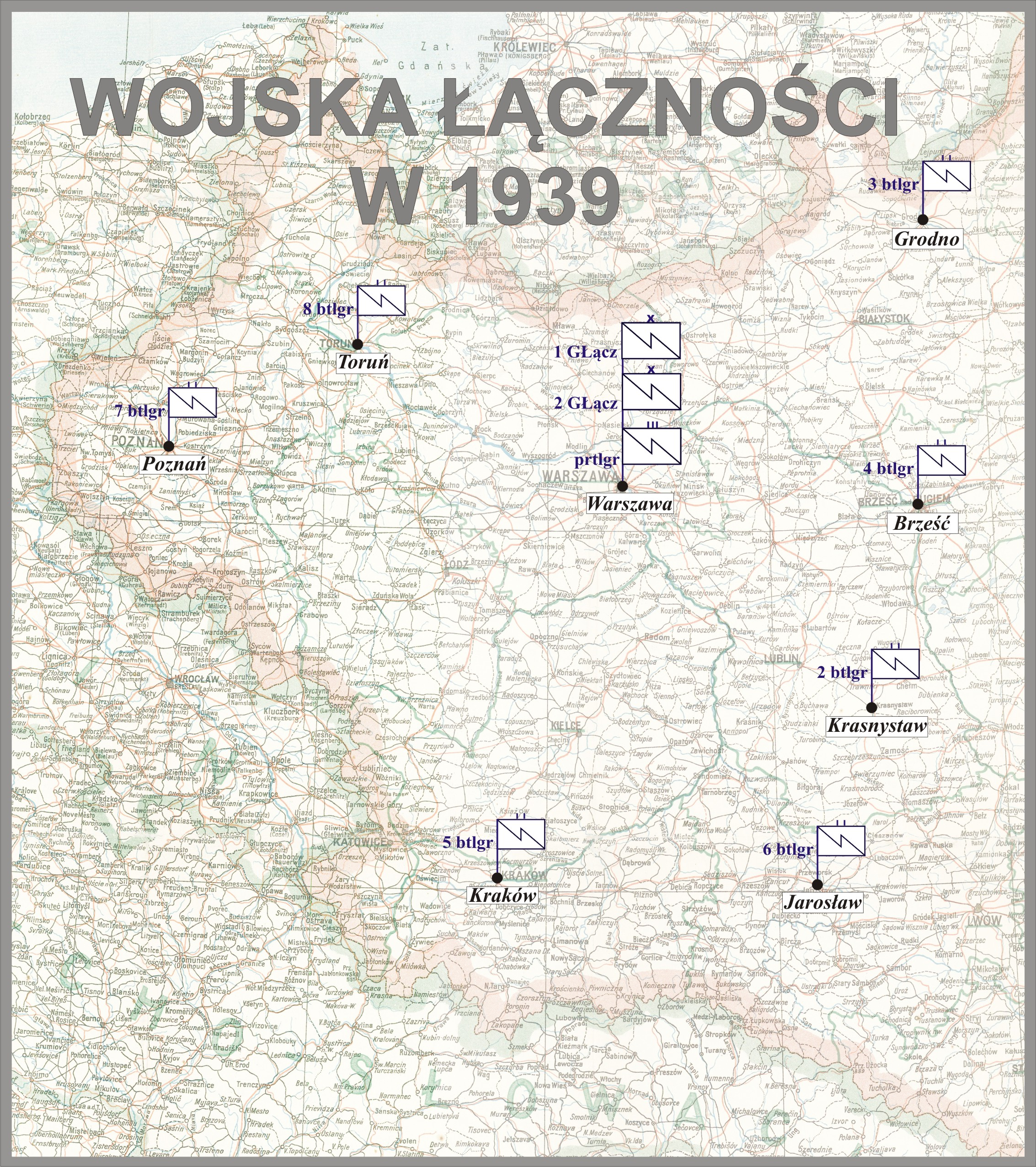
Pokojowa dyslokacja Wojsk Łączności w 1939

- ppłk łącz. Stefan Franciszek Popiel (XII 1932[24] – 30 VI 1933[25])
- ppłk łącz. Edward Wolski (1939 → rezerwa personalna naczelnego dowódcy łączności[26])

Obsada personalna Kadry w marcu 1939
- komendant kadry – ppłk łącz. Edward Wolski[c]
- oficer mobilizacyjny – kpt. łącz. Józef VII Dąbrowski[d]
- zastępca oficera mobilizacyjnego – por. łącz. Stanisław Buderawski[e]
- oficer administracyjno-materiałowy – kpt. adm. (tab.) Henryk Dombrowicz[f]
- w dyspozycji komendanta – kpt. int. Adam Góral[g]
- dowódca kompanii szkolnej – mjr łącz. kontr. Michał Pikulski[h]
- instruktor – por. łącz. Bronisław Tadeusz Wałaszek[i]
- instruktor – chor. Marian Lisewski

Obsada jednostek zmobilizowanych przez Kadrę 8 btlgr
- dowódca kompanii stacyjnej łączności nr 15 – por. łącz. Bronisław Tadeusz Wałaszek
- zastępca dowódcy kompanii – ppor. rez. Oswald Marcin Eryk Zdrenka[j]
- dowódca plutonu – ppor. rez. Szczepan Soliński[k]
- dowódca plutonu – por. rez. Dominik Sławoj Wyszomir Sławoszewski[l]
- dowódca plutonu – ppor. rez. Witold Nowak
- dowódca kompanii telefoniczno-kablowej nr 26 – NN
- dowódca kompanii telefoniczno-kablowej nr 27 – por. rez. Adam Skrzetuski[m]
- dowódca plutonu – ppor. rez. Alfons Alojzy Wroński[n]
- dowódca kompanii telefoniczno-budowlanej nr 17 – NN
- por. łącz. Stanisław Buderawski został przydzielony do Dowództwa Łączności Armii „Pomorze”[23]